# Stazione di Bourg-en-Bresse
La stazione di Bourg-en-Bresse (in francese Gare de Bourg-en-Bresse) è la principale stazione ferroviaria di Bourg-en-Bresse, Francia.